# Distretto di Datça
Il distretto di Datça (in turco Datça ilçesi) è uno dei distretti della provincia di Muğla, in Turchia.